# Bruxismo

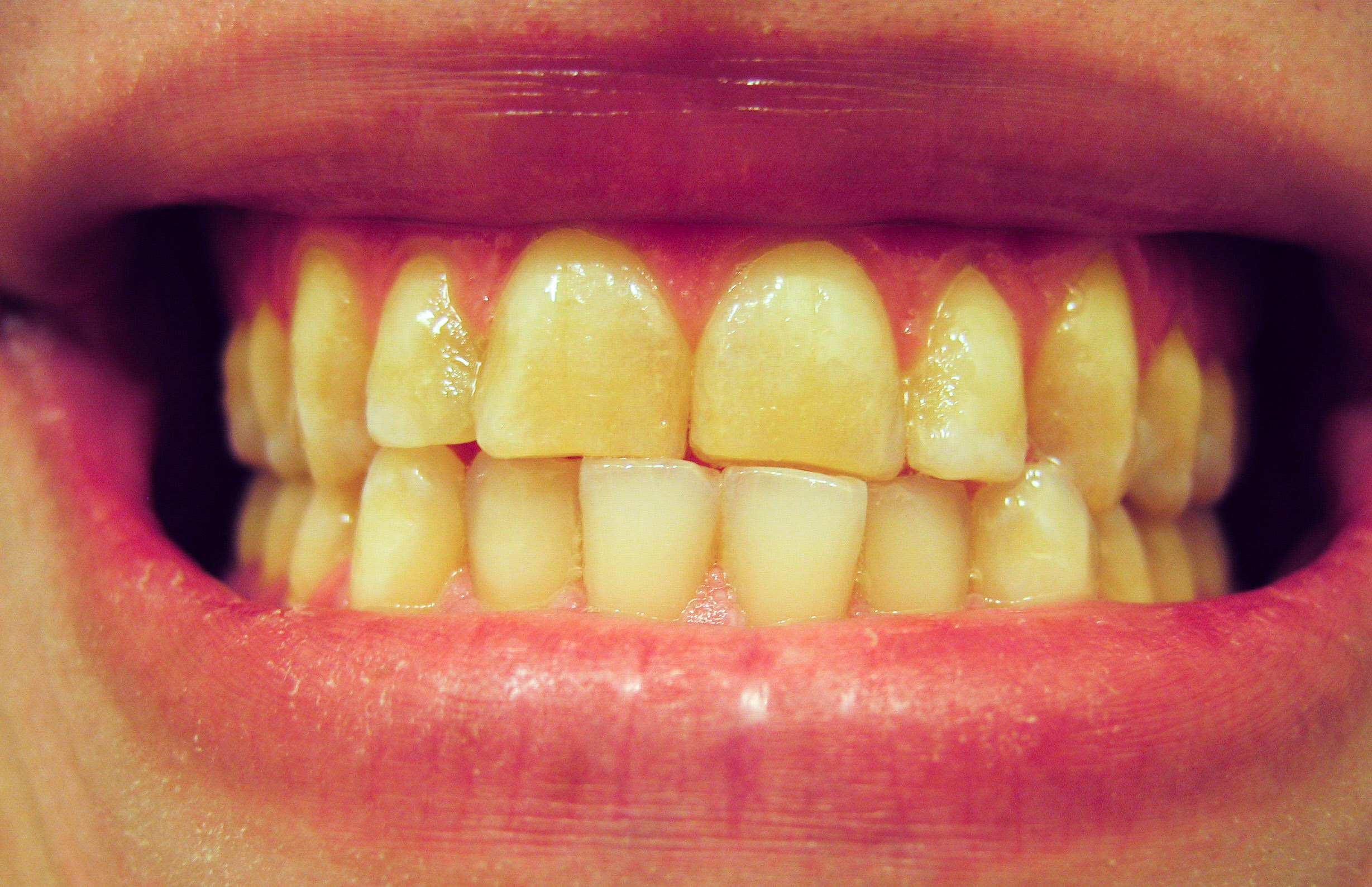
Desgaste da estrutura dental decorrente de Bruxismo

O bruxismo ou briquismo (do grego βρυγμός [brýkhmós], "ranger os dentes", pronúncia brucsismo) é um hábito parafuncional que leva o paciente a ranger os dentes de forma rítmica durante o sono ou, menos prejudicialmente, durante o dia. A prevalência global do bruxismo (do sono e em vigília) é de 22,22%. A prevalência global do bruxismo do sono é de 21% e do bruxismo em vigília é de 23%. A ocorrência do bruxismo do sono, com base na polissonografia, foi estimada em 43%. A maior prevalência de bruxismo do sono foi observada na América do Norte, com 31%, seguida pela América do Sul com 23%, Europa com 21% e Ásia com 19%. A prevalência do bruxismo em vigília foi mais alta na América do Sul, com 30%, seguida pela Ásia com 25% e Europa com 18%. Pode causar desgastes nos dentes e agir como um dos fatores causais das dores de cabeça e distúrbios da articulação temporomandibular.
Ranger os dentes à noite e apertá-los durante o dia formam um problema progressivo que o paciente frequentemente não nota e só é percebido se prestar atenção na própria tensão muscular ou se o rangido noturno é escutado por outros, normalmente parentes próximos como pais, irmãos e esposos. O diagnóstico geralmente é feito depois de surgirem algumas complicações como desgastes nos dentes, dores na musculatura mastigatória, estalidos nas articulações, perdas ósseas na mandíbula e maxilar, travamento das articulações temporomandibulares etc.

## Etiologia
O bruxismo é uma atividade parafunção de etiologia multifatorial. Dawson, em 1980, atribuía o bruxismo exclusivamente a fatores oclusais, considerando as interferências oclusais como fator desencadeante;
hoje, entretanto, há relatos de ser imperativo considerar significativa a influência do estresse.
Os estudos mais atuais, sugerem que os fatores Maloclusão + Estresse (Fatores Psicológicos), isoladamente ou em conjunto, são os desencadeadores da parafunção, associados diretamente aos limiares individuais, que levam duas pessoas a responderem de forma distinta, quando submetidas a um mesmo estímulo (OKENSON, apud DEKON e cols  2003), e até uma mesma pessoa a responder de forma diferente ao mesmo estímulo em momentos diferentes de sua vida (apud STRESS, apud DEKON e cols  2003).

## Sinais e sintomas
O bruxismo pode provocar conseqüências desastrosas ao Sistema Estomatognático(SE), além de poder levar o paciente a desenvolver vícios posturais e problemas psicológicos, num estágio mais avançado, tornando-se cíclico (OKENSON, apud DEKON e cols 2003). Quanto aos sintomas, nem sempre a dor está associada à queixa principal do paciente. O desgaste da estrutura dental, normalmente, é o alerta primário para a presença do dano. Além disso, o desconforto de familiares também pode ser um alerta para o problema, no momento em que identificam ruídos durante o sono do paciente, decorrente da atrição. Isto, muitas vezes não é percebido pelo portador. Quando a presença da parafunção é acompanhada de sintomatologia, a dor pode se manifestar em diversas estruturas do S.E. como músculos, articulação temporo-mandibular ou até nos próprios dentes. Quando isso ocorre, com frequência, o paciente procura precocemente o tratamento, antes que resulte em grandes danos para a estrutura dentária; entretanto, quando ocorre uma adaptação fisiológica dessas estruturas, o maior prejudicado é o próprio dente, que vai perdendo estrutura (esmalte e dentina) de maneira gradativa. Porém, com menor frequência o paciente apresenta destruição das estruturas periodontais, representada pela perda óssea, resultando em mobilidade, pericementite e até abscesso periodontal, podendo em alguns casos evoluir para um comprometimento da polpa, resultando em pulpite ou necrose pulpar, tudo isso, associado à dor ou desconforto, e, em estágios avançados, perda do elemento dental. Ainda em relação aos sinais, no elemento dental, o que se observa, além da presença de facetas, é a formação de trincas, erosão cervical, fraturas coronárias ou de restaurações.

## Bruxismo noturno e diurno

### Bruxismo noturno
Quando noturno, o bruxismo envolve movimentos rítmicos semelhantes aos da mastigação, com longos períodos de contração dos músculos mandibulares, podendo ser a causa da dor muscular e da fadiga. Um alinhamento incorreto dos dentes e o fechamento inadequado da boca costumam estar presentes em grande parte dos casos. A doença pode atingir qualquer pessoa, não tendo relação direta com a faixa etária. A incidência é maior nas mulheres que nos homens no caso do bruxismo diurno, e de incidência igual entre os gêneros no caso do bruxismo noturno.

### Bruxismo diurno
O bruxismo diurno, que é caracterizado por uma atividade semivoluntária da mandíbula de apertar os dentes enquanto o indivíduo se encontra acordado, onde geralmente o ranger dos dentes está ligado a algum hábito ou tique, diferente do bruxismo noturno que é um ato inconsciente, enquanto o indivíduo dorme. Portanto é fundamental ressaltar que a pessoa portadora de qualquer tipo de bruxismo deve visitar constantemente seu dentista para evitar maiores danos, visto que a cura total para esse problema ainda é desconhecida. O esmalte dentário é o primeiro a receber os danos do bruxismo, causando assim o desgaste anormal dos dentes, podendo se estender até a gengiva, causando dor. Em dentes mais frágeis, sejam eles cariados ou tratados, a fricção pode provocar quebra e fissuras. As dores de cabeça tensionais são comuns nos portadores de bruxismo; elas surgem por contração excessiva dos músculos da mastigação, podendo atingir rosto, pescoço, ouvido e até ombros. Outro problema decorrente do bruxismo é dor na articulação temporomandibular (localizada no osso do crânio e mandíbula). Esta também pode sofrer estalos, travamento, restringir a abertura da boca e desviar para o lado ao abrir e fechar.

## Classificações
Classificação Internacional dos Distúrbios do Sono - 2005
- Distúrbios do movimento relacionados ao sono

Pode ser dividido em:
- Cêntrico — Ato de apertar os dentes.
- Excêntrico — Ato de apertar os dentes e movimentar a mandíbula lateralmente (rangido de dentes).
- Primário - quando ocorre sozinho, sem ligação com qualquer outra condição médica.
- Secundário - quando está ligado à outra condição médica.
- Em vigília.
- Durante o sono.

## Tratamento
Os dentistas são os profissionais indicados para fazer o diagnóstico e o tratamento do bruxismo. Os fisioterapeutas podem oferecer tratamento de suporte para dor muscular causada pelo bruxismo e os fonoaudiólogos também podem ajudar a detectá-lo.
O primeiro passo é reconhecer o problema e tentar achar suas causas no dia a dia. A terapia mais empregada atualmente para o alívio dos sinais e sintomas da articulação temporomandibular associada ao bruxismo é a utilização de placas interoclusais. Essas placas reduzem a atividade dos músculos durante a noite e protegem os dentes dos desgastes provocados pelo hábito.
Outro passo importante é diminuir a tensão psicológica. Isto pode ser feito mediante a prática de esportes e exercícios de relaxamento. Já os distúrbios psiquiátricos como depressão e ansiedade devem ser aliviados e medicados, se necessário, através da psicoterapia.
Há uma conciliação entre o tratamento na parte física e psíquica que dão origem ao bruxismo visto que este é resultante de ambos os lados, ou seja, a psiquiatria juntamente a psicoterapia na questão psíquica devem andar paralelamente com o tratamento corretivo na parte física feito pelo Dentista (cirurgião-dentista) visto que os pacientes terão maior amparo médico. Contra a doença que a princípio surge da depressão e estresse (embora suas causas sejam desconhecidas), sintomas psíquicos que devem ser tratados de maneira imediata, pois quanto mais rápido é feito o diagnóstico psíquico, menores os impactos das suas consequências - entre elas o bruxismo -,menos sofrimento psíquico e consequente físico ao paciente.
Hábitos como mascar chicletes, morder ou apertar objetos devem ser considerados como um vício concomitante do bruxismo e, portanto, eliminados durante o tratamento.
Quanto ao bruxismo em vigília, o paciente deve ser aconselhado a criar o hábito de desencostar os dentes.
Quanto ao bruxismo durante o sono, o paciente deve ser orientado a utilizar um dispositivo interoclusal de cobertura total para proteção ao desgaste oclusal pela atrição noturna.
O portador de bruxismo deve visitar constantemente o fisioterapeuta ou dentista, para que seja acompanhado pelo profissional.

## Principais sintomas do bruxismo
Se você tem dores de cabeça, no maxilar, dores musculares, cansaço e desconforto na mastigação, é possível que você esteja rangendo os dentes à noite sem perceber. Todos esses sintomas podem afetar a saúde, levando a perdas ósseas, desgastes dentários e dores pela boca. Entendê-los como um alerta do corpo para procurar ajuda faz a diferença, mas o diagnóstico completo somente um dentista pode realizar. Bruxismo não tratado pode levar a disfunções temporomandibulares.

## Como tratar o bruxismo
“Eliminar o mal pela raiz”. Essa é a melhor dica para o tratamento do bruxismo. Isso quer dizer que, mais do que buscar métodos para aliviar os sintomas, o importante é identificar o que está causando o problema. O cansaço físico, pressões de trabalho ou ansiedade por algum acontecimento importante são fatores que podem contribuir para o desenvolvimento do bruxismo.
Para Inês Horie, é importante unir o trabalho do dentista com outros profissionais, como psicólogos e terapeutas. Porém, existem outros meios para tratar os primeiros sintomas do bruxismo. “O mais conhecido é a placa oclusal, um aparelho para estabilizar e melhorar a função das articulações da boca; reabilitação dos dentes prejudicados; aparelhos ortodônticos; entre outros”, completa.